# Иоланта Польская
Иоланта Польская, известная также под именем Елена (пол. Jolenta Helena Polska, пол. Jolán Lengyel, лат. Iolanda Polonica; около 1235, Эстергом, Венгерское королевство — 17 июня 1298 года, Гнезно, Польское королевство) — принцесса дома Арпадов, дочь венгерского короля Белы IV, в замужестве — княгиня Познанская, Гнезненская, Калишская и Иновроцлавская; блаженная Римско-католической церкви, аббатиса ордена клариссинок (O.S.Cl).

## Биография
Иоланта родилась около 1235 года в Эстергоме. Она была дочерью венгерского короля Белы IV и никейской принцессы Марии. Тётями Иоланты были святая Елизавета и блаженная Саломея, а старшими сёстрами — святая Кунигунда и святая Маргарита.
Вместе со старшей сестрой Кунигундой, ставшей королевой Польши в замужестве за Болеславом V, Иоланта была отправлена в Краков. Здесь в 1256 году, получив благословение родителей, она вышла замуж за Болеслава Благочестивого, князя Калишского. Свадебные торжества проходили в Вавельском королевском замке. Обряд венчания в церкви провёл краковский епископ Ян Прандота. На время заключения брака принцессе было двенадцать лет. Она была воспитана в духе католического благочестия.
После свадьбы Иоланта взяла себе второе имя Елены. В дальнейшем она использовала оба имени одновременно или раздельно.
Следующие два года юная княгиня провела при дворе в Кракове. Затем она воссоединилась с супругом в его уделе. Через семь лет после свадьбы у них родилась первая дочь, следом ещё две: 
- княжна Елизавета Болеславовна (1261/1263 — 28.9.1304), в 1277/1278 году вышла замуж за Генриха V, князя Легницкого (1245/1250 — 22.2.1296);
- княжна Ядвига Болеславовна (1266 — 10.12.1339), в 1292/1293 году вышла замуж за польско князя и будущего польского короля Владислава I (1260/1261 —2.3.1333);
- княжна Анна Болеславовна[пол.] (1276 — 1300), приняла монашеский постриг в монастыре ордена клариссинок в Гнезно.

После смерти князя Пшемысла I, брата князя Болеслава, тот стал опекуном всех его детей и регентом при его наследнике Пшемысле II. Иоланта с равной любовью относилась как к родным дочерям, так и к племянникам. Став терциарной францисканкой, вместе с супругом, княгиня занималась благотворительностью, заботилась о бедных жителях княжества, поддерживала монастыри, госпитали, благотворительные учреждения братств и сестричеств.
14 апреля 1279 года княгиня овдовела. Вместе с младшей дочерью Анной, Иоланта поселилась у старшей сестры Кунегунды, вдовствующей королевы, в основанном тою монастыре ордена клариссинок в Старом Сонче. После смерти старшей сестры в 1292 году, из-за опасности, которая грозила аббатству со стороны монгольской орды, Иоланта вернулась в Гнезно, где поселилась в основанном ею в 1284 году монастыре ордена клариссинок. В нём вместе с младшей дочерью она приняла монашеский постриг и вскоре была избрана в аббатисы. Блаженная Иоланта Елена умерла 17 июня 1298 года в основанном ею монастыре.

## Почитание

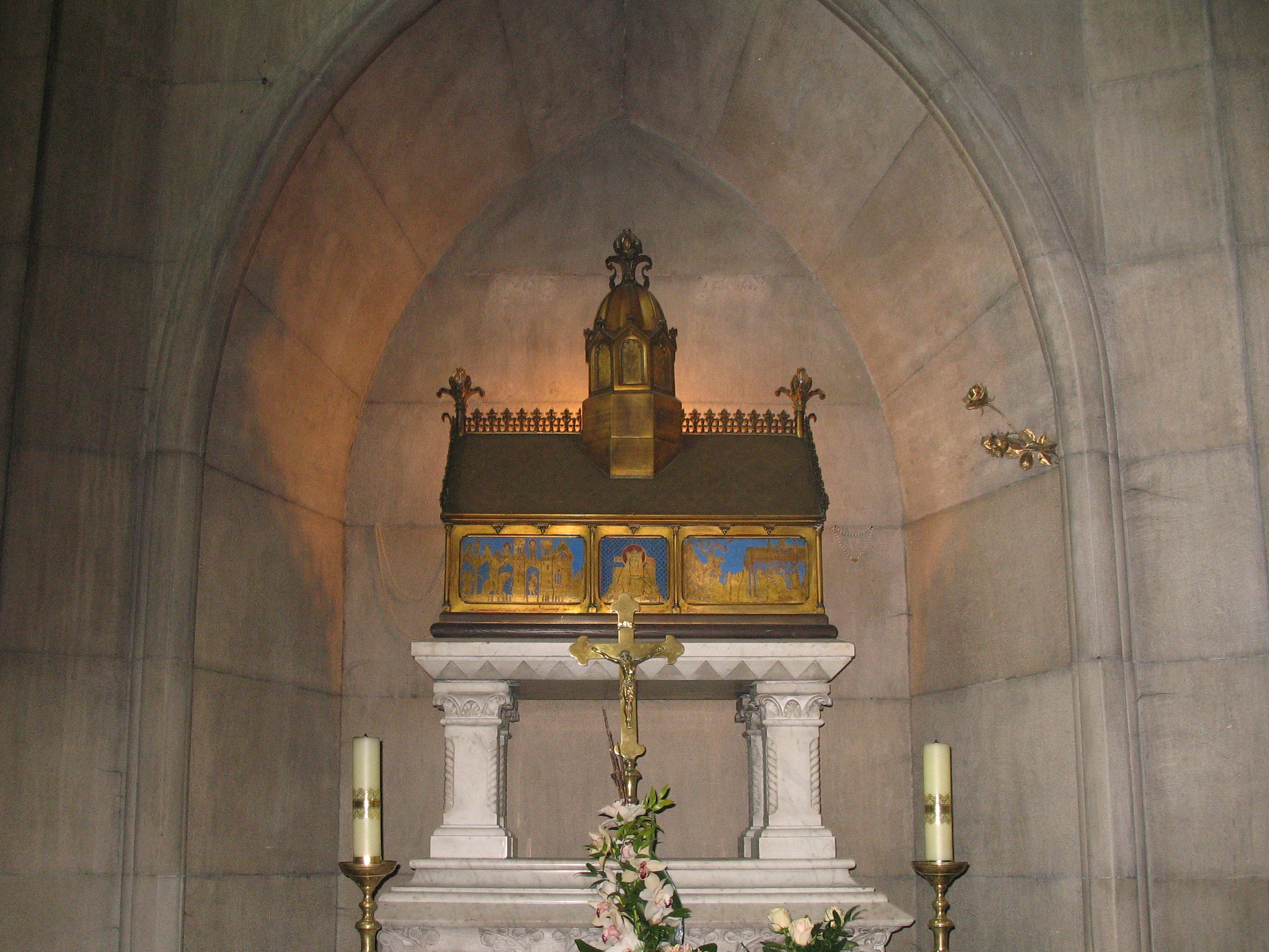
Рака с мощами блаженной Иоланты Польской в Церковь Успения Девы Марии и Святого Антония (Гнезно)

Вскоре после смерти княгини-аббатисы, её могила стала местом всенародного паломничества. Несмотря на многочисленные свидетельства о заступничестве усопшей, процесс по её беатификации начался лишь в 1631 году. В 1723 году было написано первое житие Иоланты Польской.
14 июня 1827 года Папа Лев XII утвердил её почитание в лике блаженных с ежегодной памятью ей в ордене клариссинок 17 июня. Из-за препятствий со стороны правительства Прусского королевства, в состав которого в то время входила Познаньщина, церемония беатификации состоялась только в 1834 году. Во время этой церемонии мощи блаженной Иоланты были торжественно перенесены в часовню монастыря ордена клариссинок, которую с того времени называют капеллой блаженной Иоланты. Папа Лев XIII утвердил почитание блаженной во всей Католической церкви.
В настоящее время литургическая память ей отмечается 15 июня. Блаженная Иоланта Польская почитается покровительницей материнства, Гнезненской митрополии, Великопольского воеводства и города Калиш. В иконографии она изображается в монашеской рясе с распятием, чётками и черепом — символами аскетической жизни, с храмом в руке — символ аббатисы и основанного ею монастыря, часто также изображают рядом княжескую корону — символ светского статуса блаженной.